# Kasimir von Ingersleben
Ludwig August Kasimir von Ingersleben (* 17. Dezember 1778 auf Lübgust; † 29. April 1848 in Berlin) war ein preußischer Generalmajor.

## Leben

### Herkunft
Sein Großvater war der preußische Generalmajor Carl Ludwig von Ingersleben. Seine Eltern waren Karl Friedrich von Ingersleben (1739–1788) und dessen Ehefrau Helene Amalie, geborene von Glasenapp (1749–1784), Witwe des Friedrich Wilhelm von Zastrow (1732–1774). Sein Vater war Hauptmann a. D., zuletzt im Infanterieregiment „von Rosen“.

### Militärkarriere
Ingersleben erhielt seine Ausbildung im elterlichen Hause. Am 1. August 1791 trat er als Gefreitenkorporal in das Infanterieregiment „von Kleist“ der Preußischen Armee ein. Als Kornett wurde er am 18. September 1793 in das Kürassierregiment „von Borstell“ versetzt. Dort avancierte Ingersleben im Dezember 1794 zum Sekondeleutnant. Während des Ersten Koalitionskrieges kämpfte er bei der Kanonade bei Valmy, den Belagerungen von Verdun, Longwy und Mainz, den Schlachten bei Pirmasens und Kaiserslautern sowie den Gefechten bei Hochheim, Oberursel, Kostheim und Grandpre. Bei Grandpre wurde er verwundet, für Kostheim erhielt er eine Belobigung. Im Jahr 1806 wurde er zum Premierleutnant befördert und während des Vierten Koalitionskrieges in der Schlacht bei Auerstedt verwundet. Er kämpfte auch im Gefecht bei Nordhausen.
Nach dem Frieden von Tilsit wurde Ingersleben am 7. Oktober 1808 mit Halbsold dem Brandenburgischen Dragoner-Regiment aggregiert und am 28. Oktober 1808 zum Stabskapitän befördert. Im Feldzug gegen Russland kämpfte er 1812 in den Gefechten bei Garossenkrug, Eckau, Ruhenthal sowie Wollgund und erhielt Ingersleben am 18. Oktober 1812 den Orden Pour le Mérite.
Während der Befreiungskriege kämpfte er in der Schlacht bei Großgörschen und Leipzig. Für das Gefecht bei Danigkow bekam er eine Belobigung. Er nahm an den Kämpfen bei Wittenberg, Roßlau, Aken, dem Sturm auf Arnheim sowie den Belagerungen von Wesel und Venloo teil. Am 19. Januar 1814 wurde er zum Rittmeister befördert und am 6. Mai 1814 zum Cleveschen Landwehr-Kavallerie-Regiment versetzt. Am 26. Juni 1815 wurde er in das 1. Rheinische Landwehr-Kavallerie-Regiment versetzt und schon am 23. Juli 1815 kam er in das Brandenburgische Dragoner-Regiment Nr. 3; am 5. September 1815 wurde er Major im 2. Rheinischen Landwehr-Regiment.
Am 31. Mai 1816 wurde er dem 7. Dragoner-Regiment aggregiert. Am 30. März 1829 wurde er als Oberstleutnant mit Patent zum 7. April 1829 in das 4. Dragoner-Regiment versetzt, aber bereits am 29. April 1829 wurde Ingersleben mit der Führung des 5. Kürassier-Regiments beauftragt. Dort wurde er am 18. Februar 1831 zum Regimentskommandeur ernannt sowie am 30. März 1832 mit Patent vom 3. April 1832 zum Oberst befördert. Am 20. März 1834 wurde er mit einer Pension von 1750 Talern und der Erlaubnis zum Tragen seiner Uniform in den Ruhestand versetzt. Am 1. April 1834 bekam er zusätzlich noch einmalig 200 Taler und am 3. Oktober 1834 den Charakter als Generalmajor. Er starb am 29. April 1848 in Berlin und wurde am 2. Mai 1848 auf dem Garnisonfriedhof beigesetzt.

### Familie
Ingersleben heiratete 1801 Caroline von Unruh (1774–1862), verwitwete von Kameke. Sie war eine Tochter des Generalleutnants Karl Philipp von Unruh. Das Paar hatte mehrere Kinder:
- Ludwig Karl Friedrich (1802–1879), Geheimer Rat und Präsident des Obertribunals in Berlin ⚭ Josephine (Sophie) von Loga (1816–1884)

deren Tochter, Marie Louise Klara (1834–1903), heiratete am 5. April 1862 den späteren Generalleutnant Paul von Kropff
- Albert (1805–1891), preußischer Generalleutnant ⚭ 1841 Emilie von Loga (1822–1871), Schriftstellerin, Pseudonym: Emmy von Rothenfels[1]
- Ernst Theodor Otto Paul (1807–1870), Sekondeleutnant a. D. ⚭ 1839 Apolonia Rievenglowski (1822–1913)
- Klara (1810–1835)